# Stockholms spelkonvent
Stockholms spelkonvent var ett spelkonvent som hölls i Stockholm.

## Historia
- 2005, 23-25 september, hölls konventet i Cybergymnasiet i Nacka och lockade cirka 400 besökare.
- 2006, 8-10 september, hölls konventet i Gärdesskolan vid Karlaplan med cirka 600 besökare.
- 2007, 21-23 september, hölls konventet i Dieselverkstaden i Sickla med cirka 600 besökare.
- 2008, 10-12 oktober, hölls konventet i Blommensbergsskolan i Gröndal.
- 2009, 29 oktober - 1 november, hölls konventet åter i Blommensbergsskolan i Gröndal.
- 2010, 17-19 september, hölls konventet i Hangaren på Subtopia i Alby, Botkyrka kommun.
- 2011, 16-18 september, hölls konventet för andra året i Hangaren på Subtopia i Alby, Botkyrka kommun.

Vid Stockholms spelkonvents årsmöte 2012-02-02 beslutades att föreningen som driver SSK skulle läggas ned. Det är därför oklart hur det blir med arrangemanget Stockholms spelkonvent framöver.